# Landskapslag
Landskapslagarna är de lagar som gällde på medeltiden i de olika delarna av Norden. Landskapslagarna ersattes av riksomfattande lagar: i Norge Magnus Lagaböters landslag år 1274, i Sverige Magnus Erikssons landslag cirka 1350 samt i Danmark, Island Kristian V:s Danske Lov 1683.
Det självstyrande landskapet Ålands landskapslagar enligt självstyrelselagen 1920 behandlas inte här. 

## Landskapslagarnas uppkomst
De olika landskapslagarna skrevs ner under en period av 400 år, från ca 930 fram till ca 1335. De visar därför utvecklingen av samhället, av rätten och lagskrivningstekniken och av språket under denna tid.
Även före nedskrivandet fanns i de olika områdena rättsregler som hade fått fast utformning. Hur lagarna var formulerade dessförinnan vet vi inte närmare, men man kan utgå från att de inte bara ordnades och systematiserades i samband med att de fästes i skrift, utan även utvidgades. Hur omfattande förändringarna var i de olika fallen är ett omdiskuterat ämne. 
Av rätten före kodifikationerna har endast små brottsstycken slumpvis bevarats, såsom i Sverige Forsaringen och Hednalagen.  Även om också den oskrivna rätten var landskapens lag, används termen landskapslagar vanligen som beteckning för de nedskrivna lagarna.
Det finns uppgifter om att lagmannen inledde de större tingen med att föredra hela lagen inför tingsmenigheten. Det är dock osäkert i vilken utsträckning detta skedde. 
Vi har inte bevarat den första handskriften av någon lag, utan vad som finns är avskrifter av avskrifter. Vid varje kopiering får man räkna med att det uppkommer avvikelser genom felläsningar och felskrivningar. I några fall har en avskrivare arbetat in nytillkomna regler i texten, till exempel i form av kungliga stadgar, men vanligen har man valt att lägga till sådant efter den avskrivna lagtexten.
En förutsättning för att landskapslagarna skulle skrivas var kristnandet och utbredningen av kyrkans skriftkultur. Kyrkan eftersträvade fred, lugna och stabila samhällsförhållanden och såg som medel för detta en stark kungamakt. Både kyrka och kung ville ha klara regler för samhällslivet och hade som viktig inkomstkälla att de fick andelar av utdömda böter. För en stark kungamakt var det helt nödvändigt att avskaffa eller begränsa släktfejderna och blodshämnden och få nya sanktioner i form av böter accepterade bland folket. Man kan i lagarna följa hur kyrkan arbetade för att införa regler från kanonisk rätt, förändra framför allt familjerätten, få medbestämmande i olika frågor samt rätt till bötesbeloppen vid många lagbrott. Samtidigt förstärktes centralmakten med kungen och de främsta stormännen på bekostnad av landskapens och böndernas självbestämmande.

De första landskapslagarna skrevs i Norge, dit missionen främst kom från England. Även om dessa lagar var korta, var de mycket mer omfattande än de som gällde i de engelska rikena och även de i de frankiska rikena på kontinenten. Från Norge spred sig lagskrivandet till Island med de norska invandrarna. Omkring 1220 skrevs ännu mer omfattande lagar i Danmark, Västergötland, Gotland samt kanske i Östergötland och under slutet av 1200-talet och början av 1300-talet skrevs lagar för övriga svenska landskap, där Upplandslagen 1296 representerar en höjdpunkt.
I den rättshistoriska litteraturen har man brukat beteckna de lagar som blev stadfästa av en kung för lagböcker i motsats till sådana som ”bara” var sammanställningar av gällande rätt, utförda av en privatperson, och kallas rättsböcker.

Även lagar som inte stadfästes kunde emellertid ha varit noggrant utarbetade; det tydligaste exemplet är Magnus Erikssons landslag, som aldrig blev formellt stadfäst eftersom det förelåg oenighet om kyrkans rättigheter. Av de svenska landskapslagarna blev vad vi vet endast Upplandslagen, Södermannalagen och Närkeslagen stadfästa, av de danska endast Jyllandslagen.
De norska och svenska landskapslagarna inleddes med en avdelning med regler om förhållandet mellan kyrkan och folket, i Norge kallad kristenrätt, i Sverige kyrkobalk. I Danmark utgjorde kyrkorätterna separata lagar. 
Vid sidan av dessa lagar fanns särskilda stadslagar. Bortsett från Visby stadslag, som i mycket byggde på hanseatisk rätt och innehöll en fullständig reglering av rätten, innehöll stadslagarna bara sådana regler som skilde sig från den landskapslag som annars gällde i området.

## Norska landskapslagar
De fyra norska landskapslagarna är uppkallade efter de platser där tingen hölls. Den äldsta bevarade lagen är kristenrätten av Gulatingslagen. Gulatinget hölls i Gulen  på Vestlandet. Omkring år 1300 flyttades tinget till staden Bergen. Frostatingslagen är uppkallad efter halvön Frosta i Trondheimsfjorden, där tingsplatsen fortfarande är bevarad. Lagen gällde dels i Nord-Tröndelag norr om fjorden och så långt norrut som lag åtlyddes, dels i Syd-Tröndelag söder om fjorden fram till Gulatingslagens rättsområde och dels i Jämtland och Härjedalen i den mån man inte följde egna lagar där. Eidsivatingslagen gällde i östra Norge i området kring sjön Mjösa, som förr hette Hei∂sær, dvs. ”Hed-sjön”, därav namnet. Den yngsta lagen var Borgartingslagen, som följdes vid det ting som hölls i Borg, numera Sarpsborg, och den gällde i fylkena kring Oslofjorden, senare med tillägg av det landskap som idag heter Bohuslän. 
Man antar att de första lagarna nedtecknades redan på 1000-talet, men dessa versioner är inte bevarade. Gulatingslagens äldre delar dateras till 1100-talets början och den bevarade Frostatingslagen tillhör 1200-talet.
De norska landskapslagarna upphävdes genom Magnus Lagaböters landslag år 1274. Eftersom kyrkan krävde större förändringar i kristenrätten än vad övriga accepterade, infördes ingen ny kristenrätt i landslagen, utan varje landsdel skulle fortsätta att använda sin gamla lag. Av Eidsivatingslagen och Borgartingslagen finns bara kristenrätterna bevarade, i handskrifter som dessutom innehåller den gemensamma landslagen. Av Gulatingslagen finns ett i det närmaste fullständigt manuskript bevarat. Frostatingslagen fanns i ett gammalt exemplar, som förlorades vid en brand 1728, men dessförinnan hade sex ännu behållna avskrifter gjorts. 
En särskild stadslag för Nidaros (numera Trondheim) är bevarad i flera exemplar. Motsvarande stadgar gällde i Bergen och säkerligen i ytterligare andra köpstäder i Norge.

## Jämtlandslagen
Jämtland och Härjedalen intog länge en självständig ställning. Från 1200-talets början fram till 1645 hörde landskapen till Norge. De lydde dock i kyrkligt hänseende under ärkebiskopen i Uppsala. Härjedalen var glest befolkat, och landstinget hölls i Sveg. Jämtland hade en egen lag, Jämtlandslagen, påverkad av både norsk och svensk rätt, men den finns inte bevarad. I ett brev 1348 av lagmannen i Jämtland talar han om ”jämtsk lag” och ”den jämtska lagboken”.  Landstinget, ”Jamtamot”, hölls på Frösön i Storsjön.

## Isländska lagar
Island befolkades av norska kolonister och därför kom norsk rätt att tillämpas på ön. Enligt traditionen sammanställde en man Ulfjot cirka 930 en lag, Ulfjotslagen, som byggde på Gulatingslagen. Lagarna var då inte nerskrivna. Den första skrivna lagen i Island var Haflidaskrá 1117, uppkallad efter en Haflide Marsson; lagen är inte bevarad. Däremot är nästa lag, Grágás (Grågåsen), från 1200-talets mitt bevarad i två kompletterade böcker. Den är å andra sidan så väldigt omfattande och juridiskt-tekniskt avancerad att man i den moderna forskningen ställer sig frågande till om den verkligen kom till användning och inte var främst en skrivbordsprodukt. 
Kort efter Grågåsens tillkomst beslöt den isländska fristaten 1273 att ge sig under den norske kungen, sedan landet förötts av inbördesstrider. Den norska landslagen infördes inte därmed, utan en särskild lag, Járnsída, som byggde på Frostatingslagen. Den stred för mycket mot de traditioner som vuxit fram på Island, så 1281 antog man en ny lag, Jónsbók. Den gällde även sedan Norge knutits allt fastare till Danmark och blev inte ersatt förrän av 
Kristian V:s Danske Lov 1683. 

## Danska landskapslagar

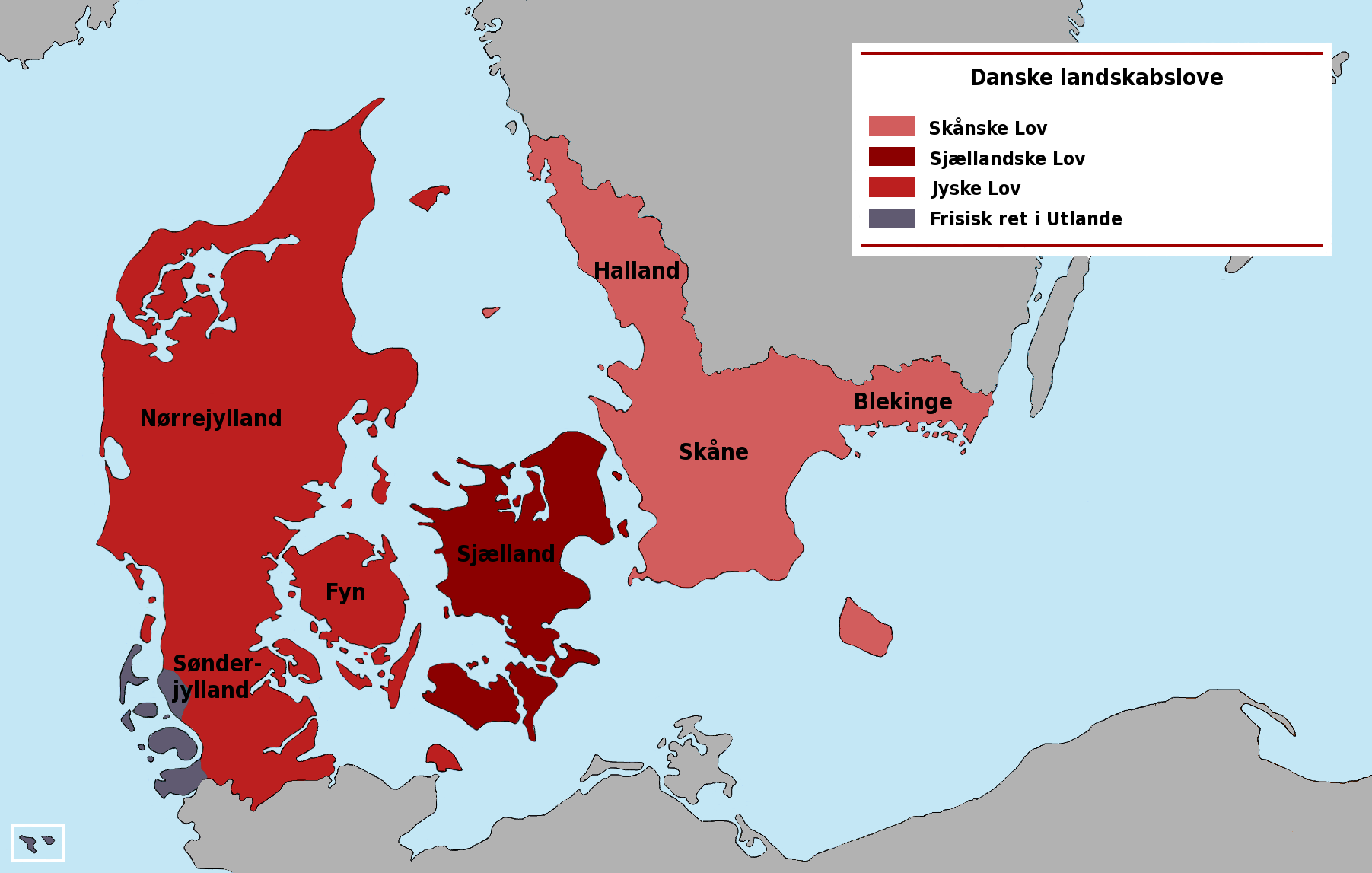
Områdena med danska landskapslagar

I Danmark fanns tre olika regionala lagar. Skånelagen gällde i Skåne, Halland och Blekinge samt på Bornholm, Själlandslagarna gällde på Själland och småöarna medan Jyllandslagen gällde i Jylland (förutom en liten del i sydväst, det så kallade Utlande, där frisisk lag gällde) och på Fyn. Eftersom de gällde fram till Kristian V:s Danske Lov 1683, finns de bevarade i ett stort antal exemplar, vilka också innehåller ändringar som införts under århundradenas gång.
Skånelagen (”Skånske lov”) är bevarad i en redaktion från mellan år 1202 då kung Valdemar Sejr började regera och år 1216, då järnbörd förbjöds i Danmark. Ärkebiskopen Anders Sunesen som troligen deltagit i utarbetandet skrev en latinsk parafras av lagen, som följer den danska texten men med förkortningar och framför allt utvidgningar och pedagogiska förklaringar. Det framgår av texterna att det även hade funnits en tidigare skriftlig version av lagen.
Själlandslagen finns i två versioner, Valdemars själländska lag och Eriks själländska lag. Det är osäkert vilka kungar som lagarna uppkallats efter. De äldre delarna av Valdemars själländska lag innehåller regler om järnbörd och går således tillbaka till tiden före 1216. Eriks själländska lag är yngre och är dubbelt så stor till omfånget, huvudsakligen eftersom den behandlar fler rättsområden. De båda lagarna tycks ha använts samtidigt, vid varandras sida.
Den yngsta av de danska lagarna är Jyllandslagen (”Jydske lov”) som utarbetades av en kunglig kommission och stadfästes år 1241. Den kom att så småningom tränga undan de själländska lagarna.
Den danske kungen påbjöd 1587 att Skånelagen skulle användas på Gotland i stället för Gutalagen, och så gällde fram tills att ön tillföll Sverige 1645 och den svenska landslagen infördes. I freden i Roskilde 1658 avtalades att de fyra landskapen i Skåneland skulle få behålla den gamla Skånelagen trots att de tillfallit Sverige. Bornholm återgick två år senare till Danmark och för de övriga landskapens del beslöt den svenska regeringen 1683 att svensk lag skulle gälla.
Den skånska stadslagen skrevs på 1200-talet något senare än Skånelagen. Den gällde ursprungligen för Lund och kom sedermera att gälla även i övriga köpstäder i Skåneland.
Förhållandet mellan kyrkan och omvärlden reglerades i den själländska kyrkorätten från år 1147 och i den antagligen samtidiga skånska kyrkorätten. 

## Svenska landskapslagar
De första svenska lagarna skrevs ner på 1220-talet. Troligen hade samtliga landskap fått egna skrivna lagar när landslagen sammanställdes något år före 1350. Eftersom man liksom i Norge inte kunde enas om kyrkorättens innehåll, fick landslagen ingen kyrkobalk och lagen stadfästes överhuvudtaget inte av kungen. I några landskap beslöt man antaga landslagen, i de övriga kom lagen så småningom i bruk utan formellt beslut. Landskapen behöll sina kyrkobalkar, som i handskrifterna skrevs ihop med landslagen. Med tiden kom Upplandslagens och i viss utsträckning Södermannalagens kyrkobalk att användas även i övriga landskap.

### Västgötalagen
Västgötalagen (man talar om Äldre och Yngre Västgötalagen)  sammanställdes på 1220-talet av lagman Eskil, bror till Birger jarl. Den finns bevarad i två handskrifter. Den ena är handskrift KB B 59, som är den äldsta boken på svenska språket. Den innehåller förutom den Äldre Västgötalagen ett stort antal texter av stor betydelse för kunskapen om det medeltida Sverige och om medeltidssvenskan. Den har skrivits efter 1281, antagligen inte mycket senare. Den andra handskriften som innehåller den Yngre Västgötalagen har tillkommit efter 1250 och troligen avfattats senast i början av 1300-talet, och där har lagen omarbetats så att den är dubbelt så lång. I jämförelse med andra landskapslagar saknar Västgötalagarna konungabalk och reglerna om byarnas förhållanden är föga omfattande. Ett stycke av ännu äldre västgötsk rätt är den skriftligt bevarade så kallade hednalagen.
Så sent som 1399 användes Västgötalagen och inte landslagen i ett pantsättningsärende. Lagen gällde även i Dalsland. Landstinget, ”Alla götars ting”, hölls i Skara. 

### Östgötalagen
År 1220 skrev ärkebiskop Anders Sunesen i Lund och biskop Bengt i Linköping gemensamt till gotlänningarna och uppmanade dem att skriva ner sin lag. Eftersom så skedde, och Skånelagen då redan hade skrivits ner, är det inte orimligt att anta att även en lag för Östergötland fanns eller tillkom vid samma tid. Den texten har i så fall gått förlorad. 
Det finns bara en medeltida handskrift bevarad av Östgötalagen, och den är från mitten av 1300-talet. och visar lagen som den redigerades cirka 1290. Vidare finns en handskrift från 1500-talet och den tryckta utgåvan från 1609, som tydligen grundade sig på andra medeltida förlagor. Ytterligare tre exemplar av kyrkobalken har emellertid bevarats, sammanhäftade med landslagen som ett komplement till denna.
Östergötlands lagsaga omfattade även de flesta av de små landen söderöver. Landstinget, ”Ljonga ting”, hölls i nuvarande Linköping.

### Tiohäradslagen
Folklanden Värend (med fem härad), Finnveden (med tre härad) och Njudung (med två härad) bildade tillsammans Tiohärads lagsaga. Värend och Sunnerbo härad av Finnveden bildar sedan 1600-talet Kronobergs län, medan övriga delar ingår i Jönköpings län. Av Tiohäradslagen – ibland kallad Smålandslagen – finns bara kvar två exemplar av kyrkobalken, sammanbundna med landslagen. Handskrifterna är från mitten eller senare delen av 1300-talet, men kyrkobalken kan ha formulerats på 1290-talet. Lagsagan hade sin tingsplats vid Växjö.

### Ölandslagen
I företalet till den tryckta utgåvan av landslagen 1609 angavs att man hade för avsikt att låta trycka även bland andra Ölands, Smålands, Värmlands, Närkes och Finlands och flera landsändars lagböcker så snart man kunde komma över några trovärdiga exemplar.

Öland hade tidvis en egen lagman, men mer är inte bekant om Ölandslagen, om den över huvud taget har existerat som en självständig lag.

### Värmlandslagen
Det har funnits en Värmlandslag, men texten har inte räddats. Av olika bevarade handlingar som nämner lagen framgår att den i dessa delar liknade Västgötalagen. 
 Landstinget hölls i Tingvalla på en ö i Klarälvens mynning.

### Gutalagen
Gutalagen bör ha skrivits samman på 1220-talet.
 
Den uppvisar en blandning av mycket ålderdomliga och nyare regler. Den har bevarats i en medeltida pergamentshandskrift samt i en avskrift på papper från 1587, i en tysk översättning från 1401 och i en dansk översättning från slutet av 1400-talet.
Den svenska landslagen blev aldrig införd på Gotland innan ön år 1361 erövrades av Valdemar Atterdag och införlivades med det danska väldet. Gutalagen gällde därför tills Kristian IV ersatte den med Skånelagen 1595. Efter freden i Brömsebro 1645 infördes den svenska landslagen. Landstinget, ”Gutnaltinget” , hölls i Roma socken.
.

### Upplandslagen
Upplandslagen utarbetades av en kunglig kommission med lagmän, andra stormän och präster, varav några hade studerat vid universitetet i Paris. Den stadfästes av kungen 1296. Lagen är mycket väl strukturerad med konsekvent terminologi och väl fungerande samband mellan olika regler.  Den var den första lagen som gällde för hela Uppland och den ersatte de ”spridda flockar” som fanns i de tre folklanden Tiundaland, Attundaland och Fjädrundaland. Lagens struktur och en stor del av dess innehåll överfördes till landslagen och systematiken lever vidare i 1734 års lag.
Fem handskrifter av hela Upplandslagen har bevarats förutom cirka 120 exemplar av enbart kyrkobalken. Lagen gällde även i Gästrikland.
 De tre folklanden hade var sin lagman, men som en följd av den gemensamma Upplandslagen inrättades även en befattning som lagman för hela lagsagan. Hans tingsplats var i Uppsala, dvs. Gamla Uppsala.

### Södermannalagen
Den äldsta Södermannalagen skrevs samman på 1280-talet. Lagen finns bevarad i två handskrifter med vissa skillnader. År 1325 sammanträdde en kommitté för att revidera lagen vilket resulterade i den text som finns i handskrift B och som stadfästes av kungen år 1327. Olika uppfattningar har framlagts om handskrift A återger den äldsta lagtexten, således tillkommen före Upplandslagen, eller om den innehåller en text som sammanställts efter 1296 under inflytande av Upplandslagen eller om den utgör en variant av den stadfästa lagen. Vidare finns ett fyrtiotal exemplar av kyrkobalken, sammanbundna med landslagen. Södermännens ”Samting” eller ”Sudermanna ting” hölls i Strängnäs. 

### Västmannalagen
Till en väsentlig del är Västmannalagen en ren avskrift av Upplandslagen. I övrigt har man behållit regler från en äldre lag, samt lånat en del regler från Södermannalagen. Hela lagen är bevarad i tre handskrifter, kyrkobalken i ytterligare två exemplar. Landstinget hölls i Västerås.

### Dalalagen
Dalalagen överensstämmer så väl med de delar av Västmannalagen, som inte är hämtade från Upplandslagen, att den ursprunglige utgivaren C.J. Schlyter, ansåg att Dalalagen var en äldre version av Västmannalagen. Den uppfattningen har övergivits, men man anser att en gemensam lag en gång gällt i båda landskapen och att lagen sedan anpassades till förhållandena i Dalarna. Lagen finns endast bevarad i ett exemplar. I det skicket måste lagen ha redigerats efter Upplandslagens stadfästande år 1296. Den anses vara mycket ålderdomlig.

### Närkeslagen
Närkeslagen är inte bevarad, men det står klart att en sådan har funnits och att den stadfästes av kung Magnus Ladulås (1275-1290). I ett brev riktat till Närkes invånare den 6 maj 1330 talar nämligen kung Magnus Eriksson om bestämmelser som finns ”i er lagbok, stadfäst av den höge fursten herr Magnus, Sveriges dåvarande konung, vår allrakäraste farfar”.

### Hälsingelagen
Av Hälsingelagen finns en medeltida handskrift samt en tryckt utgåva från 1609, som tycks utgå från en bättre handskrift än den bevarade. Till stora delar är lagen endast en förkortad och för Hälsingland anpassad bearbetning av Upplandslagen. Den har nog inte tillkommit före 1319. Allteftersom norrlandskusten koloniserades, utsträcktes Hälsingelagens tillämpningsområde från Hälsingland, Medelpad och Ångermanland till att även gälla i Västerbotten, Norrbotten och Österbotten. Lagen tillämpades också i någon utsträckning i övriga Finland innan den ersattes av landslagen. Hälsingland var uppdelat på flera land, som hade var sin lagman och var sitt landsting.  Tingsplatserna var inte fasta.

### Finlandslagen
I företalet till den tryckta utgåvan av landslagen 1609 angavs att man hade för avsikt att låta trycka även bland andra Ölands, Smålands, Värmlands, Närkes och Finlands och flera landsändars lagböcker så snart man kunde komma över några trovärdiga exemplar.

Både Hälsingelagen och Upplandslagen tycks ha tillämpats i Finland. Finland hade tidvis en egen lagman, men mer är inte bekant om Finlandslagen, om den över huvud taget har existerat som en självständig lag.

## Lagarnas indelningar
Landskapslagarna har växt fram ur kortare grupper av regler, som kallades flockar. I de svenska och norska landskapslagarna samlades flockarna till enheter kallade balkar (giftermålsbalken, tjuvabalken etc). I de danska landskapslagarna kallades flockarna kapitel och de har vid olika tillfällen numrerats. Gutalagen är indelad i numrerade flockar.
I 1800-talets vetenskapliga utgåvor av texterna indelades de längre flockarna dessutom av praktiska skäl i paragrafer.  Den svenske utgivaren kallade då den första regeln i en flock för ’’principium’’, alltså ”huvudregel” (förkortat pr.) så att den andra regeln blev § 1. Detta system har behållits i senare utgåvor. 

## Textutgåvor
Flera vetenskapliga textutgåvor finns av de svenska landskapslagarna. Den mest berömda är Hans Samuel Collin och Carl Johan Schlyter, Samling af Sweriges gamla lagar, vanligen kallad SSGL eller "Collin och Schlyter", som utkom i 13 delar åren 1827-1877. Sista delen innehåller en ordbok. De båda redaktörerna fick det statliga uppdraget 1822, men Collin dog 1833 efter att de två första delarna (Västgötalagen, Östgötalagen) hade utgivits.